# 리예카 공항

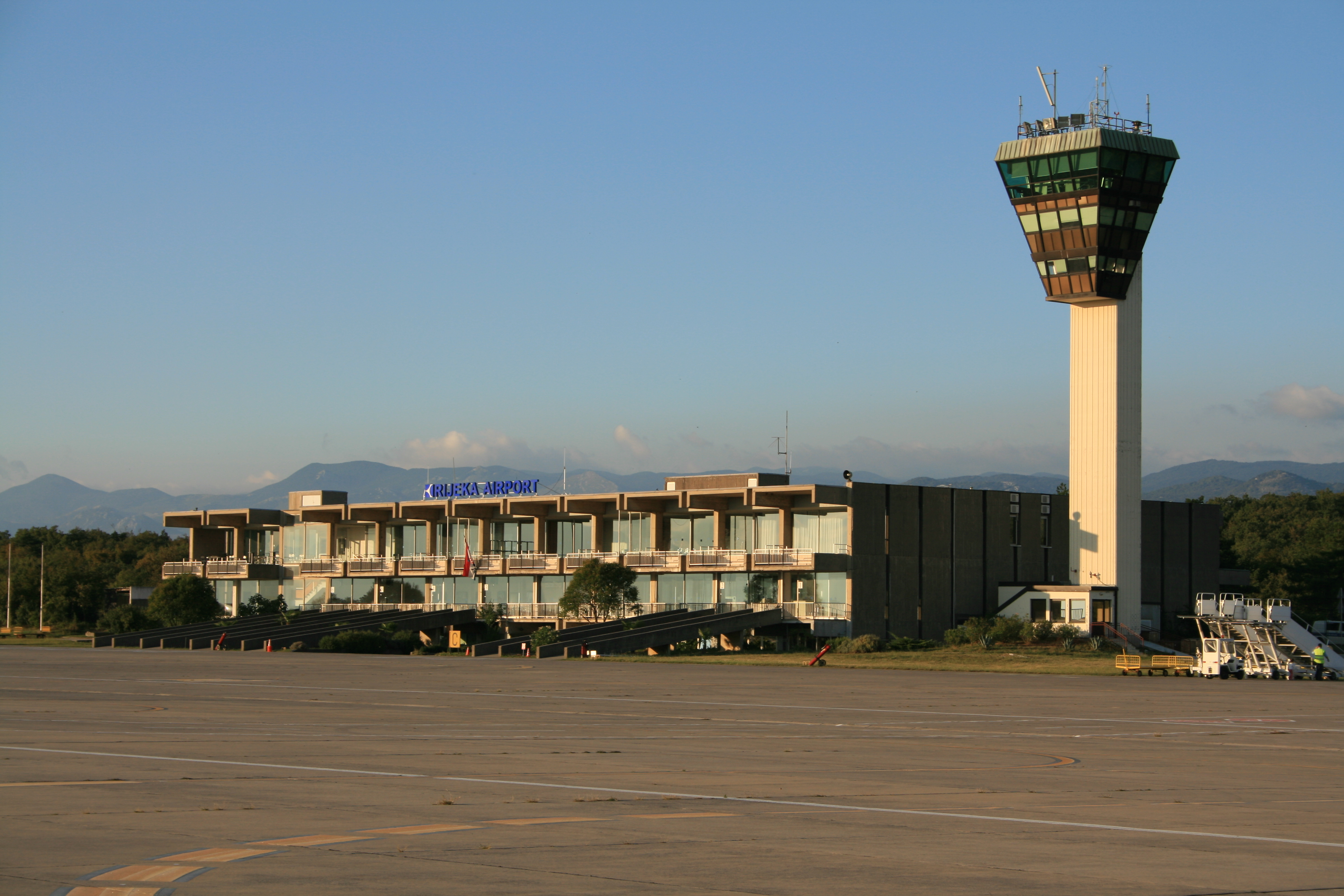

리예카 공항(Rijeka Airport, IATA: RJK, ICAO: LDRI)은 크로아티아 리예카를 관할하는 국제공항이다. 리예카 철도역으로부터 17킬로미터 지점인 크르크섬 내에 위치한다.
1970년 5월 개항했다. 요시프 브로즈 티토와 그의 아내가 첫 비행을 했다.